# Crotus Rubeanus
Crotus Rubeanus (Jan Jaeger, Johann Crotus) (1480-1545) (* Dornheim, Turíngia, 1480 † Halberstadt,  ) foi humanista e teólogo católico alemão. Foi reitor da Universidade de Erfurt e amigo de Conradus Mutianus (1470-1526) e Ulrich von Hutten (1488-1523) .

## Publicações
- Briefe von Dunklemännern (1885)
- Modus Inquirendi Haereticos: Ad Usum Romanae curiae lectu dignissimus ..., 1510
- Epistolae Obscurorum Virorum